# هاري كالستروم
هاري كالستروم (بالسويدية: Harry Källström) مواليد 30 يونيو 1939 في سودرتاليا - الوفاة 13 يوليو 2009، كان سائق راليات سويدي بدأ مسيرته في سنة 1973. كان أول رالي له هو رالي مونت كارلو 1973. تسابق في بطولة العالم للراليات. فاز بـ سباق رالي واحد. صعد على المنصة 4 مرات خلال مسيرته.

## فرق مثلها
- لانشيا
- فولكس فاجن
- داتسون
- نيسان موتورز

## روابط خارجية
- هاري كالستروم على موقع eWRC-results.com (الإنجليزية)